# Kargilik
Kargilik (en uigur: قاغىلىق ناھىيىسى, romanizado: Kargilik nahiyisi; en chino, 喀格勒克; pinyin, Kāgélèk) también conocida por su nombre chino de Yecheng  (en chino, 叶城县; pinyin, Yèchéng xiàn) es un condado bajo la administración directa de la Prefectura Kasgar en la Región autónoma de Sinkiang, República Popular China. Su área es de 28 558 km² y su población total para 2010 superó los 450 mil habitantes.

## Administración
Desde octubre de 2022, el condado Kargilik se divide en 20 pueblos que se administran en 3 poblados y 17  villas.

## Toponimia
El nombre uigur Kargilik es de origen desconocido. Según las "Crónicas ilustradas de las regiones occidentales", se interpreta como "tierra ancha", una teoría sugiere que significa "ciudad en el acantilado". Hay un dicho local que reza "este lugar es hospitalario". 
El nombre chino Yecheng surge de la forma abreviada de Yerqiang (叶尔羌), un asentamiento a las orillas del río del mismo nombre y significa en uigur "lugar con vasta tierra". El último fonograma "Cheng" significa "ciudad" en chino.